# Hugo Ehrlich
Hugo Ehrlich (Zagreb, 31. siječnja 1879. – Zagreb, 21. rujna 1936.), hrvatski arhitekt.

## Slijedeći obiteljsku tradiciju
Hugo Ehrlich rođen je u Zagrebu 31. siječnja 1879. u obitelji imućnog židovskog graditelja i poduzetnika Hermana Ehrlicha. Građevna tvrtka Ehrlich je početkom stoljeća, vođena Hugovom braćom, inženjerima graditeljstva, Adolfom, Ernestom i Đurom, prerasla od skromne obiteljske obrtničke firme u jednu od tada najimućnijih građevinskih tvrtki u Zagrebu, koja se uz projektiranje i realiziranje tada jedina bavila i njihovim financiranjem.
1897. godine, slijedeći obiteljsku tradiciju, Ehrlich je upisao u Beču, kao i brat mu Đuro, Visoku tehničku školu kod arhitekta Karla Königa. U Königovom atelijeru Ehrlich je tijekom školovanja radio kao suradnik. König je u to vrijeme bio jedan od istaknutijih predstavnika bečkog historicizma i sljedbenika Heinricha Ferstela, autora čitavog niza poznatih bečkih građevina, koje će putem posrednika utjecati i na historicističku izgradnju grada Zagreba tijekom druge polovine 19. odnosno početkom 20 stoljeća.

## Na izvorištu modernosti
Ehrlich se poput arhitekta Stjepana Podhorskog opredjelio za konzervativnu struju, a s čijom će doktrinom nešto kasnije obojica doći u ideološki sukob djelovanjem u Klubu hrvatskih arhitekta. Članovi "Kluba hrvatskih arhitekta" su bili arhitekti Viktor Kovačić i Vjekoslav Bastl, obojica učenici glasovitog Otta Wagnera. Time započinje i prvo razdoblje hrvatske arhitektonske moderne. Nakon završenog studija Ehrlich je ostao u Beču gdje je dobio namještenje u atelijeru Humberta Walchera, stručnjaka za restauriranje povijesnih dvoraca. S Walcherom Ehrlich je radio na obnovi dvorca Kreuzenstein kraj Korneuburga. Iz tog razdoblja potiče i najranije potpisan Ehrlichov projekt pročelja hotela u Gamingu. 1907. godine Ehrlich je napravio svoj prvi projekt vezan uz grad Zagreb. Bio je to natječajni projekt za novu Vladinu palaču na Markovom trgu, a na kome su također sudjelovali arhitekti Kovačić i Stjepan Podhorsky.

## Vila Karma
1908. godine Ehrlich preuzima radove na adaptaciji vile Karma u Clarensu kraj Montreuxa. 1904. godine poznati bečki fiziolog dr. Theodor Beer pozvao je arhitekta Adolfa Loosa da načini nacrte za adaptaciju vile na samoj obali ženevskog jezera, “koja će svojom modernošću zasjeniti sve što se u to vrijeme gradilo u Austriji”. Iste godine Loos dovršava nacrte i započinje radove koji su trajali dvije godine, do 1906. godine. Iste godine dolazi do prekida radova zbog sukoba između arhitekta Loosa i naručitelja dr. Beera. Poslije Loosa radovi su prvo bili povjereni Maxu Fabianiju, višegodišnjem suradniku Otta Wagnera, a tek po tome, jer Beer nije bio zadovoljan s Fabianijem, radove preuzima Ehrlich, koji je na preuređenju vile radio od 1908. do 1912. godine.Ehrlich preuzima Karmu kao zapušteno i oronulo gradilište. Prema Loosovoj zamisli i korištenjem već dobavljenog materijala realiziran je interijer halla s vidljivim drvenim gredama na stropu i karakterističnom nišom za sjedenje te interijer biblioteke u kojoj je bio smješten glavni radni stol izveden također po Loosovom projektu. Svi ostali prostori koji su u oblikovnom smislu obilježili interijer Karme izvedeni su prema Ehrlichovim projektima i u periodu njegovoga rada – vestibul, blagovaonica, stubište, smoking room, gentleman room, velika kupaonica, glavna spavaća soba i glazbeni salon.

## Atelijer Kovačić i Ehrlich
1909. godine Ehrlich se vratio u Zagreb, gdje je jedno vrijeme radio kao suradnik u obiteljskom poduzeću. 1910. udružio se s Viktorom Kovačićem osnovavši zajedničko građevinsko poduzeće "Kovačić i Ehrlich". Ta suradnja je trajala do 1915. godine, kada je zbog Prvog svjetskog rata Ehrlich bio pozvan u Austro-ugarsku vojsku. Udruživanje Kovačića i Ehrlicha, uz osnivanje "Kluba hrvatskih arhitekata", bio je jedan od ključnih trenutaka za afirmaciji moderne arhitekture u Hrvatskoj. Početak Ehrlichove suradnje s Kovačićem je bio obilježen trima regulacijama. Prva je bila regulacija "Jezuitskog trga", koju Ehrlich realizira uz znatne izmjene prema Kovačićevom projektu. Istovremeno s "Jezuitskim trgom", Ehrlich samostalno radi i na projektu regulacije "Strossmayerovog šetališta". Treći projekt iz tog razdoblja vezan je uz regulaciju "Vrazova šetališta".
Tijekom zajedničke suradnje Kovačića i Ehrlicha realizirano je više stambenih višekatnica i obiteljskih kuća, a od kojih svakako valja istaknuti dvije višekatne uglovnice u Mihanovićevoj ulici, stambeno-poslovnu zgradu na uglu Ilice i Medulićeve, stambeno-poslovnu zgradu u Ilici 100, te obiteljske kuće "Bauer" u Nazorovoj 6, "Rado" na Rokovom perivoju 7 i "Ehrlich" na Tuškancu.

## Samostalan rad
Nakon završetka rata Ehrlich je proživljavao teško financijsko razdoblje. Svoj atelijer je smjestio u sobu obiteljskog poduzeća "Adolf i Ernest Ehrlich" u Hatzovoj ulici. 1921. godine njegova se materijalna situacija popravila utoliko da je Ehrlich proširio svoj atelijer, a koji je za koju godinu postao jedan od najjačih prema broju narudžbi i namještenika. U tom razdoblju Ehrlich je većinu svojih ostvarenja projektirao u duhu eklektičkog manirizma, a kome je ostao vjeran sve do kraja 1920-ih, kada se poput Ede Šena i Rudolf Lubynskog, a pod utjecajem mlađe generacije hrvatskih arhitekata, priklonio funkcionalističkim i konstruktivističkim rješenjima slobodno oblikovanih tlocrtnih koncepcija i pročišćenih ploha pročelja. U duhu eklekticizma Ehrlich je tijekom 1920.-tih izveo čitav niz značajnih stambenih i poslovnih objekata. Jedna od najranijih adaptacija i nadogradnja je bila uglovna bankovna zgrada u Osijeku 1921. godine.
Na sličan način Ehrlich je rješio i višekatnu poslovno-stambenu uglovnicu "Slavenske banke", na uglu Vlaške i Draškovićeve ulice u Zagrebu. Stanoviti odmak od eklekticizma, odnosno korak ka modernističkom purizmu, Ehrlich je postigao realizacijom projekta "Prve hrvatske obrtne banke" u Ilici 38, 1925. godine, a čije je pročelje u potpunosti lišeno historicističkih reminiscencija, izuzev potkrovnog vijenca koga nose profilirane konzole. Daljnji korak ka potpunom pročišćavanju Ehrlich je postigao projektom "Jugoslavenske udružene banke" u Beogradu 1930. godine. Od ostalih Ehrlichovih gradnji iz tog razdoblja treba svakako izdvojiti stambenu četverokatnicu za svojeg brata Ernesta u Varšavskoj 2 i 2a 1924. godine, te adaptaciju i nadogradnju palače "Bombelles" u Opatičkoj 4, a u koju je kasnije smjestio svoj atelier.

## Palača Burze
Tijekom jeseni 1924. godine, kada su radovi na izgradnji zgrade zagrebačke "Burze" bili u punom tijeku, umro je njezin idejni projektant, arhitekt Kovačić. Kako bi radovi bili nesmetano nastavljeni, njeno dovršenje je bilo povjereno Ehrlichu. On je uz suradnju arhitekata Alfreda Albinija, Stjepana Gomboša i Jurja Meniga u potpunosti dovršio tu gradnju. Uz poštovanje temeljnog Kovačićevog arhitektonskog koncepta, Ehrlich je izradio i realizirao projekte njenog unutrašnjeg uređenja. Radovi na "Burzi" dovršeni su u lipnju 1927. godine.

## Profesura
Nakon Kovačićeve smrti Ehrlich je 1925. preuzo njegovu katedru na Arhitektonskom fakultetu u Zagrebu, najprije kao kontraktualni profesor, a od 1927. godine i kao redoviti profesor. U to vrijeme Ehrlich je realizirao svoje najambicioznije ostvarenje, stambeni kompleks Nadarbine zagrebačke nadbiskupije. Ovaj kompleks, koji se sastoji od tri stambena trakta povezanih u jednu građevnu cjelinu, smješten je između Vlaške, Bauerove i Martićeve ulice. Zbog veličine zahvata, kompleks je građen u nekoliko faza i zasebnih cjelina.
Od neizvedenih Ehrlichovih projekata tijekom 1920.-tih treba istaknuti projekt palače "Slavonija" 1921. godine, i natječajni projekt za hotel Esplanadu 1922. godine. U tom razdoblju Ehrlich je u Zagrebu uspješno izveo projekat stambeno-poslovne kuće u Boškovićevoj 36 i palaču "Janeković" u Draškovićevoj 15.

## U Ehrlichovom atelijeru
Ehrlichov atelijer u Opatičkoj ulici je postao jedan od najjačih u Zagrebu, okupivši tada najtalentiranije arhitekte mlađe generacije kao što su Alfred Albini, Stjepan Gomboš, Mladen Kauzlarić, Juraj Denzler, Drago Galić i Vladimir Potočnjak. Riječ je o generaciji arhitekata koja je nakon protomodernističkih bečkih iskustava Kovačića, Ehrlicha i Šena, te secesijski orijentiranog Bastla i Podhorskog, u hrvatsku arhitekturu donijela nova shvaćanja izrasla na zasadama glasovitih arhitekata kao što su Adolf Loos, Hans Poelzig i Le Corbusier. Zahvaljujući njima Zagreb je tijekom 1930-ih godina postao jedan od vodećih središta moderne arhitekture u Europi. Time je ujedno Ehrlich došao pod utjecaj nove generacije arhitekata, te je prihvatio aktualna strujanja u europskoj arhitekturi toga vremena. Ehrlich je 1928. godine, zbog europske reputacije stečene na vili "Karma", kao jedini hrvatski arhitekata bio pozvan u La Sarraz u Švicarskoj na osnivačku skupštinu Congrès International d’Architecture Moderne. Ehrlich nije došao u La Sarraz, najvjerojatnije zbog prijateljstva i iz solidarnosti s Loosom, a koji ondje nije bio pozvan.

## Modernist
Jedan od najranijih primjera Ehrlichovog modernističkog oblikovanja je spomenuta "Jugoslavenska udružena banka" u Beogradu. Ehrlich je ondje ostvario i drugu svoju značajnu realizaciju u modernističkom duhu. Od 1931. do 1932. godine, u Beogradu je gradio stambenu zgradu "Nikić". Zanimljivo je da je Ehrlich za istog naručitelja nekoliko godina ranije, točnije 1927., izgradio vilu na Tuškancu u Zagrebu, a koja već tada nosila jasne naznake nadolazećeg Ehrlichovog modernizma. Također značajan projekt Ehrlichova atelijera je bio nerealizirani projekt Tehničkog fakulteta u Zagrebu, te projekt za poslovno-stambenu zgradu poduzeća "Singer" u Beogradu 1931. godine.
Potpuno Ehrlichovo sazrijevanje, i dosljedno prihvaćanje suvremenih oblikovnih načela, nastupilo je 1934. godine pri realizaciji šesterokatnice mirovinske zaklade Gradske štedionice na uglu Gajeve ulice i Trga bana Jelačića, odnosno na sjeveroistočnom uglu bloka nekadašnje Zakladne bolnice. Naglašenih horizontalnih linija i ostakljena prizemlja, dematerijalizirajući nosivu konstrukciju zgrade, Ehrlich je u potpunosti prihvatio principe funkcionalističke arhitekture. To je ujedno bila i posljednja Ehrlichova realizacija jer je dvije godine kasnije, 21. rujna 1936., preminuo u 57. godini života.

## Galerija Ehrlichove arhitekture
- Studija vile Karma, crtež (1908.)
- Idejni projekt regulacije Strossmayerova šetališta(1907.)
- Stambena trokatnica, Medulićeva 2 - Ilica, Zagreb (1912.)
- Poslovno stambena trokatnica, Ilica 100 (1912.)
- Slavenska hipotekarna banka, Vlaška 53, Zagreb (1921. – 1923.)
- Palača Burze (danas Hrvatska narodna banka), Trg hrvatskih velikana 3, Zagreb (1924.)
- Zakladni blok, zgrada Mirovinske zaklade gradske štedionice, Gajeva 2, Zagreb (1934.)